# Lodewijk van den Berg
Lodewijk Van den Berg (24. března 1932 Sluiskil, Nizozemsko – 16. října 2022) byl americký astronaut nizozemské národnosti, 167. člověk ve vesmíru.

## Stručný životopis
První vysokoškolské studium se zaměřením na chemii absolvoval v rodném Nizozemsku, byla to Technical University v Delftu. Absolvoval ji roku 1961 a poté další školu i zaměstnání absolvoval v USA. Bylo to studium aplikované vědy na University of Delaware, kde dostudoval roku 1975 v titulem doktora PhD.
Poté si našel zaměstnání u EG&G Corp. kalifornské Goletě, kde tento vědec zůstal osm let. Stal se také naturalizovaným americkým občanem, což jeho zaměstnavatel požadoval jako dodavatel obranných prací pro americkou vládu. Roku 1983 vstoupil do NASA, kde se podrobil výcviku astronautů v Houstonu a v roce 1985 absolvoval let do vesmíru. Po návratu z NASA odešel ke společnosti Constellation Technology Corp. v Largo na Floridě. Tady pracoval do roku 2004, tedy svých 72 let.
Od roku 1968 byl ženatý s Jacqueline Marvelovou, měli spolu dceru Patricii a syna Christophera.

## Let do vesmíru
Zúčastnil se sedmidenní mise STS-51-B s raketoplánem Challenger na jaře roku 1985. Sedmičlennou posádku tvořili: Robert Overmyer, Frederick D. Gregory, William Thornton, Norman Thagard, Don Lind, Taylor Wang a dr. Van den Berg. Startovali z mysu Canaveral na Floridě. V raketoplánu sebou měli západoněmeckou laboratoř Spacelab 3 a v ní mimo řady přístrojů k vědeckým experimentům také několik zvířat – opičky, krysy. Úspěšný let (dle katalogu COSPAR 1985-034A) byl zakončen přistáním na základně Edwards v Kalifornii.
- Challenger STS-51-B start 29. dubna 1985, přistání 6. května 1985